# Непрерывная симметрия
Круговая симметрия

Непрерывная симметрия (англ. continuous symmetry) — интуитивное понятие, означающее симметрию, то есть неизменность, относительно непрерывного семейства преобразований. Этим это понятие отличается от дискретной симметрии, например, симметрии отражения, инвариантной относительно одного, нескольких или дискретного семейства преобразований.

## Примеры
Примером непрерывной симметрии является круговая симметрия, то есть вращательная симметрия относительно любого угла. 
Трансляционная симметрия на произвольный вектор в заданном направлении также является непрерывной. 
В трёхмерном пространстве примером непрерывной симметрии является сферическая симметрия, которая означает, что вид тела не изменится, если его вращать в пространстве на произвольные углы, сохраняя одну точку на месте.

## Формализация
Понятие непрерывной симметрии формализуется с использованием понятий топологической группы, группы Ли и действий группы. Для большинства практических целей непрерывную симметрию можно моделировать с помощью действия группы, сохраняющего некоторую структуру. В частности, пусть {\displaystyle f:X\to Y} является функцией,  G является группой, действующей на X, тогда подгруппа {\displaystyle H\subseteq G} является симметрией f, если  {\displaystyle f(h\cdot x)=f(x)} для всех {\displaystyle h\in H}.

### Подгруппы с одним параметром
Наиболее простые движения образуют однопараметрическую подгруппу группы Ли, например евклидову группу трёхмерного пространства. Например, перенос параллельно оси x на u единиц при варьировании u является однопараметрической группой движений. Вращение вокруг оси z также является однопараметрической группой.

## Теорема Нётер
Непрерывная симметрия играет основную роль в теореме Нётер теоретической физики в выводе  законов сохранения из принципов симметрии, в особенности непрерывной. С развитием квантовой теории поля поиск  непрерывных симметрий приобретает особенную важность.